# Michael McCulley
Michael James McCulley (San Diego, 4 de agosto de 1943) é um ex-astronauta norte-americano.
Formado em engenharia metalúrgica pela Universidade Purdue, após concluir a escola secundária e enquanto cursava a faculdade passou a integrar a Marinha dos Estados Unidos servindo em submarinos nucleares, sendo posteriormente o primeiro submarinista das Forças Armadas a ir ao espaço. Depois da formatura qualificou-se como piloto naval, voando em McDonnell Douglas A-4 Skyhawk e Grumman A-6 Intruder; seguiu-se a isto um curso de piloto de teste na Grã-Bretanha. De volta aos Estados Unidos, serviu como piloto de testes antes de voltar ao mar, baseado nos porta-aviões USS Saratoga e USS Nimitz. No total da carreira militar, acumulou mais de 5000 horas de voo em 50 tipos diferentes de aeronaves, com mais de 400 pousos em seis porta-aviões diferentes.
Selecionado para o curso de astronautas da NASA em 1984 e qualificando-se em 1985, trabalhou inicialmente em funções em terra. Foi ao espaço em outubro de 1989, como piloto da STS-34 Atlantis. Nesta missão, que colocou em órbita para Júpiter a sonda espacial Galileo, ele passou 119 horas no espaço.
Retirou-se da NASA em 1990 para trabalhar na iniciativa privada, com uma colocação na Lockheed Martin, tornando-se diretor da empresa em 1995. Do fim dos anos 90 a 2007, exerceu cargos de direção na United Space Alliance, uma joint-venture dedicada a operações no espaço de propriedade comum da Lockheed e da Boeing, até se retirar, como CEO, da empresa, em 28 de setembro de 2007.